# Tenares (ort)
Tenares är en ort i Dominikanska republiken.   Den ligger i provinsen Hermanas Mirabal, i den centrala delen av landet, 100 km norr om huvudstaden Santo Domingo. Tenares ligger 173 meter över havet och antalet invånare är 7 390.
Terrängen runt Tenares är platt söderut, men norrut är den kuperad. Runt Tenares är det ganska tätbefolkat, med 185 invånare per kvadratkilometer. Närmaste större samhälle är Salcedo, 7,0 km väster om Tenares. Omgivningarna runt Tenares är huvudsakligen savann.